# Judith von Eßen

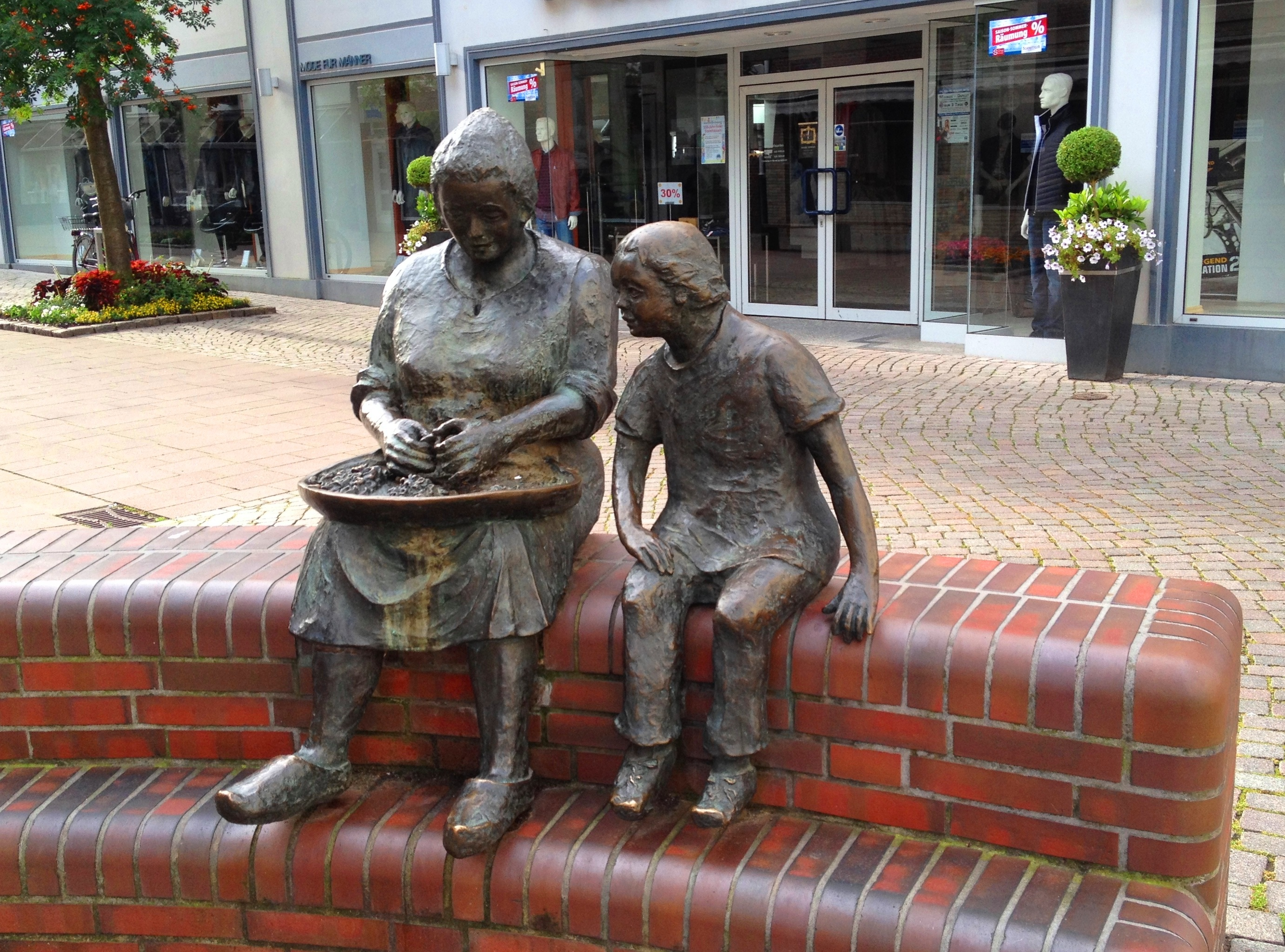
Judith von Eßens Krabbenpulerin
in der Fußgängerzone von Varel

Judith von Eßen, auch von Essen (* 6. März 1924 als Judith Hellwig in Neurode; † 19. November 2004 in Varel) war eine deutsche Bildhauerin.

## Leben und Werk
Die Künstlerin wuchs als Tochter von Wilhelm Hellwig (1888–1944) und seiner Ehefrau Maria geb. Cichos (1899–1966) mit acht Geschwistern in ihrer niederschlesischen Geburtsstadt Neurode auf und absolvierte dort eine Ausbildung zur Kindergärtnerin. Nach dem Zweiten Weltkrieg fand sie in Niedersachsen eine neue Heimat in Varel.

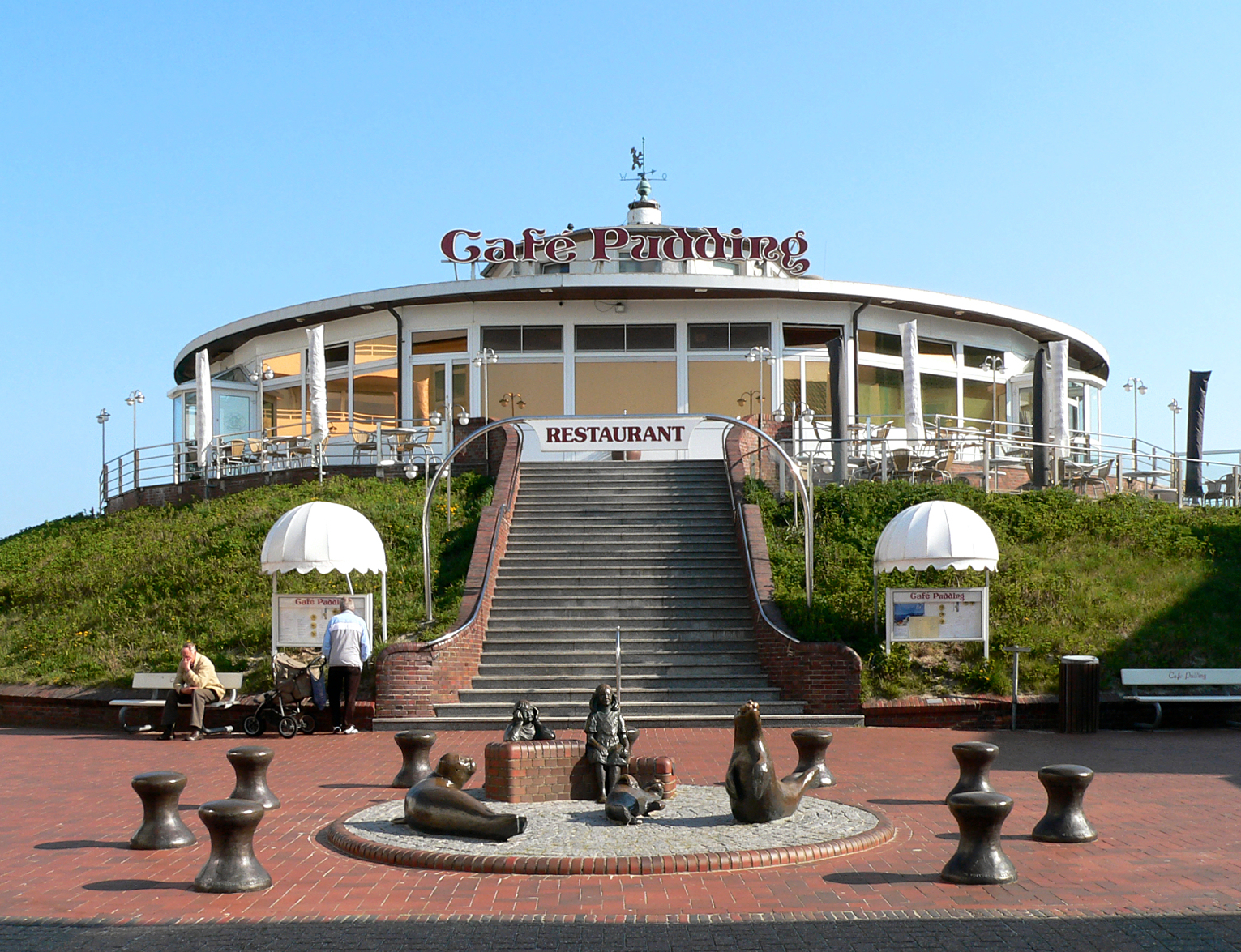
Die Skulpturengruppe Seehunde vor dem Café Pudding auf Wangerooge

Seit ihrer Kindheit hatte sich Judith von Eßen schon mit der Bildhauerei beschäftigt. Ihre professionelle Ausbildung absolvierte sie in der Bildhauerklasse von Franz Guntermann an der Schule für Handwerk und Kunstgewerbe in Münster, dem heutigen Fachbereich Design der Fachhochschule Münster. Außerdem besuchte sie ein Werklehrer-Seminar in Köln und arbeitete dann als Kunsterzieherin in einem Mädchenpensionat in Paderborn. 1951 heiratete sie in Varel den Optiker Friedrich von Eßen (1905–1982) und wurde Mutter zweier Töchter und eines Sohnes.
Judith von Eßen lebte und arbeitete bis zu ihrem Tod im November 2004 als freischaffende Künstlerin in Varel. Sie führte Auftragsarbeiten aus und nahm mit ihren Werken an Kunstausstellungen teil. Aus ihrem bevorzugten Arbeitsmaterial Bronze fertigte sie zahlreiche Plastiken mit Menschen- und Tiermotiven für den öffentlichen Raum, die große Natürlichkeit ausstrahlen und den Betrachter zum Anfassen und Befühlen reizen. Zu ihren Arbeiten gehören neben Gedenktafeln und Steinreliefs für Mahnmale auch verschiedene Kleinplastiken aus gebranntem Ton, die sie nur in kleinen Auflagen herstellte.
Das bekannteste Werk Judith von Eßens ist die Bronzeskulptur Krabbenpulerin, die zu einem Wahrzeichen der Stadt Varel wurde. Ihre Skulpturengruppe mit lebensgroßen Seehunden auf dem zentralen Platz vor dem Café Pudding auf der Nordseeinsel Wangerooge und der von ihr geschaffene Utrooper (=Ausrufer) in Neustadtgödens sind Anziehungspunkte für die Touristen und beliebte Fotomotive. In Lohne erinnert in der Siedlung Mühlenkamp ihre Bronzeskulptur Mantelmadonna an das Schicksal der deutschen Vertriebenen aus Mittelwalde.
1997 veröffentlichte Judith von Eßen einen Bildband über ihre Plastiken mit dem Titel Wie die Seele, so die Kunst.
Sie starb im Jahr 2004 im Alter von 80 Jahren in Varel.

## Ehrungen
- Judith-von-Eßen-Straße in Varel (2014)

## Werke im öffentlichen Raum (Auswahl)
- Krabbenpulerin, Bronzeskulptur, Varel
- Utrooper (Ausrufer), Bronzeskulptur, Neustadtgödens
- Mantelmadonna, Bronzeskulptur, Lohne (Oldenburg)
- Seehunde, Bronzeskulptur, Wangerooge
- St. Antonius, Relief, katholische Kirche St. Bonifatius, Varel
- Reliefplatten für den Gedenkstein, Lensahn

## Veröffentlichungen
- Wie die Seele, so die Kunst: Plastiken. Isensee Verlag, Oldenburg 1997, ISBN 3-89598-476-0.